# 仏印進駐

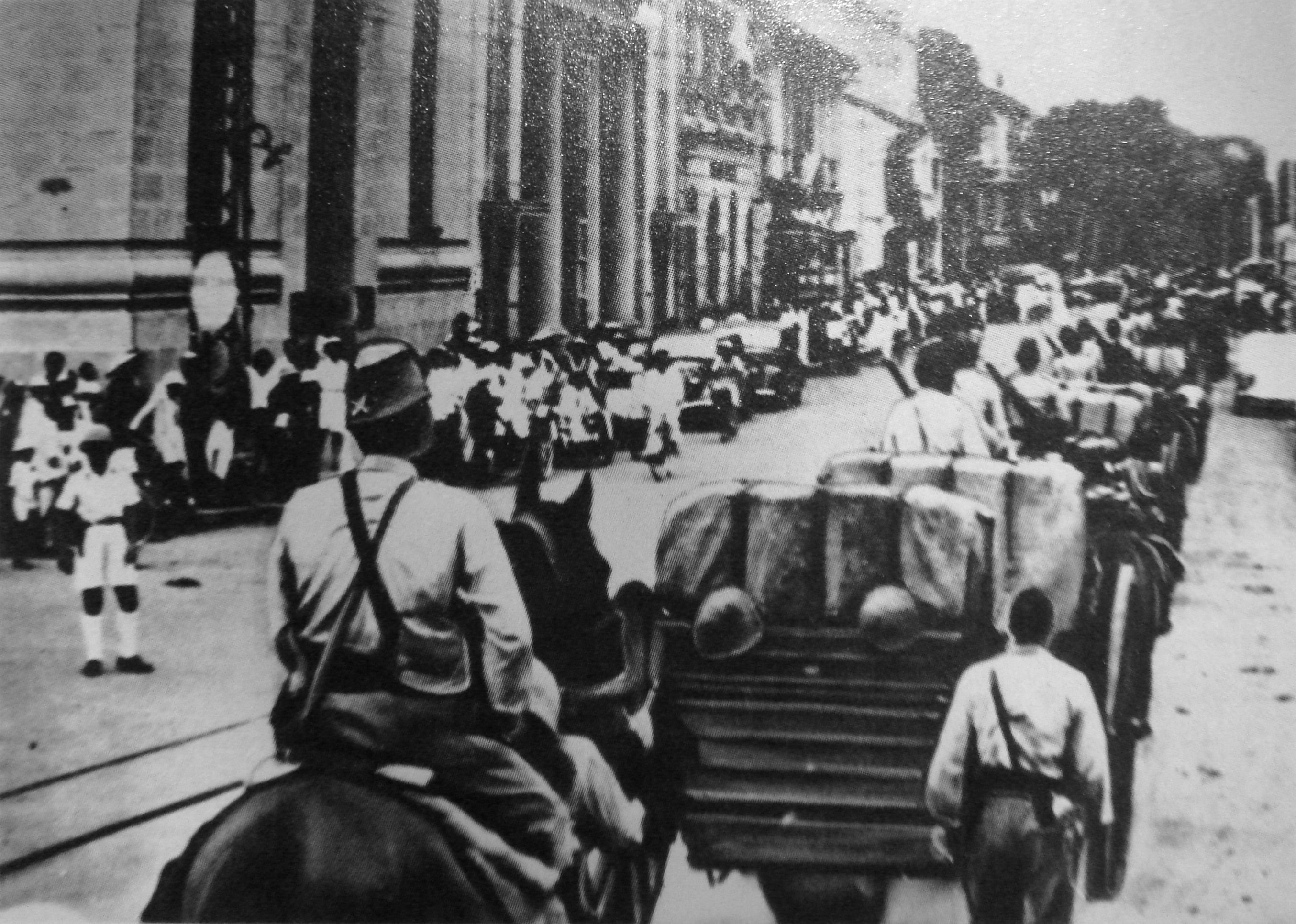
1941年、サイゴン市内の日本軍

仏印進駐（ふついんしんちゅう、仏: Invasion japonaise de l'Indochine）とは、第二次世界大戦下におけるフランス領インドシナへの日本軍の進駐のことを指す。1940年の北部仏印進駐（ほくぶふついんしんちゅう）と、1941年の南部仏印進駐（なんぶふついんしんちゅう）に分けられる。1907年に締結された日仏協約が事実上無効化し、さらに南部仏印進駐は日米関係の決定的な決裂をもたらした、太平洋戦争への回帰不能点であると評されている。

## 背景
日本とフランスは日露戦争以降協調関係にあったものの、日本において民族主義者のベトナム人が活動していたこともあり、フランス領インドシナ政府は日本を警戒していた。1937年（昭和12年）7月の日中戦争（支那事変）勃発以降、中華民国の蔣介石政権に対して行われていたイギリスやアメリカ合衆国などによる軍事援助は、いわゆる援蔣ルートを通じて行われていた。特にフランス領インドシナを経由するルート（仏印ルート）は4つの援蔣ルートの中で最大のものであった。10月27日、フランス領インドシナ政府は中国に対する輸出を禁止したが、密輸は継続されていた。1938年（昭和13年）10月、日本は国境線の封鎖と視察機関の派遣を要求したが、拒否された。
1939年（昭和14年）11月に日本はフランス政府と再度交渉を行ったが、これも拒否された。11月24日、日本軍は仏印と中国の国境に近い南寧を攻略した。第21軍参謀長の土橋勇逸少将がハノイに派遣され、フランス領インドシナ総督ジョルジュ・カトルーとの会談が行われ、日本は国境封鎖と、南寧の日本軍への補給を求めたが、インドシナ政府は拒否した。以降、日本陸軍は滇越鉄道に対して繰り返し空爆を行った。1940年2月1日の空爆では40人が死亡し、その中にはフランス市民が5人含まれていた。蔣介石政権はフランスに軍を派遣することを提案したが、フランス領インドシナ政府は拒否している。

## 北部仏印進駐

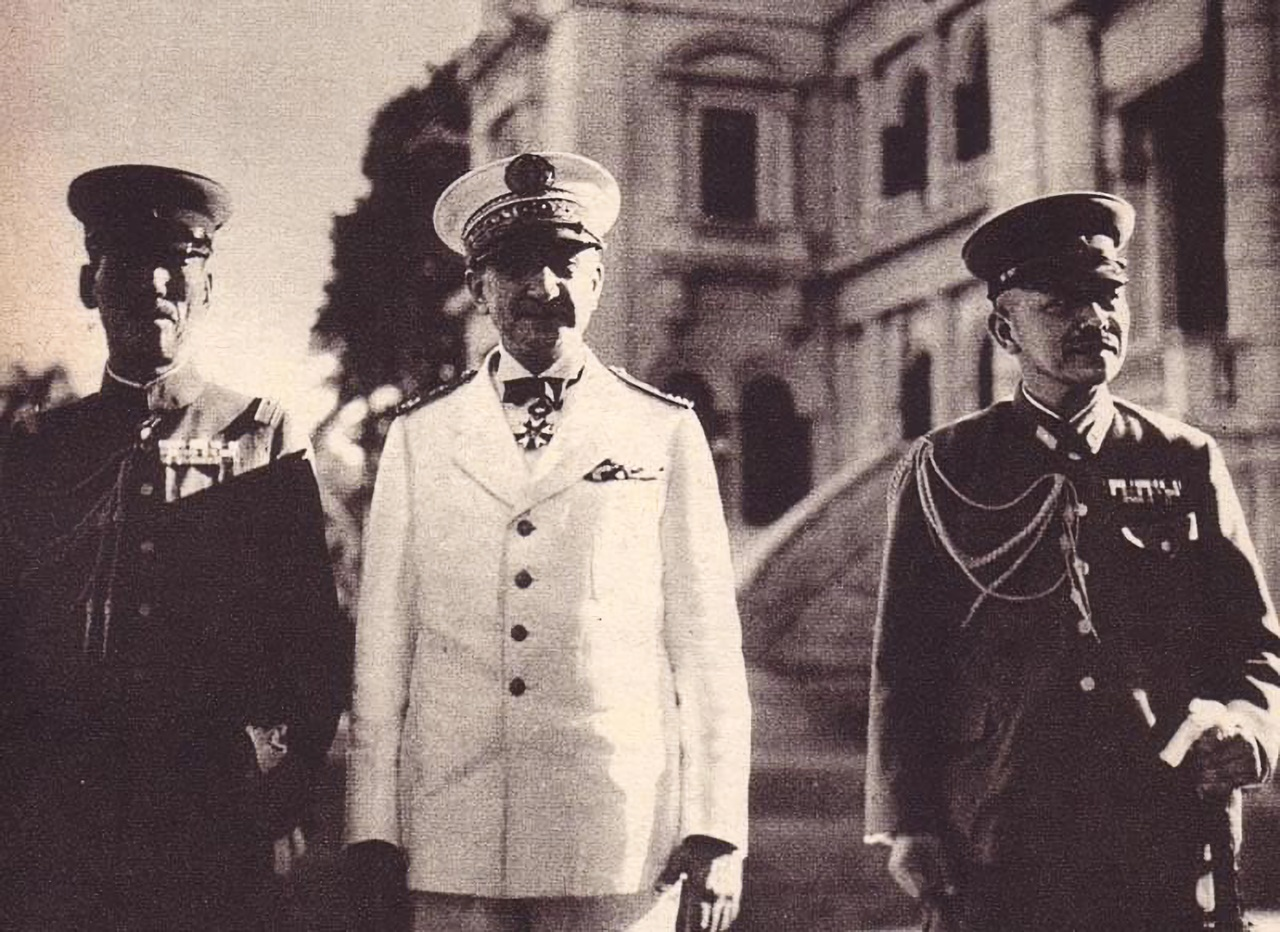
日本軍の仏印進駐について協議した富永恭次少将（右）デクー総督（中央）西原一策少将（左）

1940年5月のドイツ軍のフランス侵攻によりフランスが劣勢になると、日本軍内ではフランス領インドシナに対する対応が検討され始めた。6月15日には有田八郎外相が陸海軍大臣にフランスに対する要求案を提出し、17日には可決された。同日、フランス領インドシナ政府は武器弾薬・燃料・トラックの輸出を禁止する措置を行う旨を日本側に通告したが、日本側の対応はかえって激しいものとなった。6月18日、フランス領インドシナ政府に対する要求案が決定された。
6月19日、日本側はフランス領インドシナ政府に対し、仏印ルートの閉鎖について24時間以内に回答するよう要求した。カトルー総督は、シャルル・アルセーヌ＝アンリ駐日フランス大使の助言を受け、本国政府に請訓せずに独断で仏印ルートの閉鎖と、日本側の軍事顧問団（西原機関、団長西原一策少将）の受け入れを行った。カトルーの受諾は時間稼ぎの目的があり、アメリカから武器を購入しようとした上で、イギリスの外相ハリファックス伯に軍事的援助を要請しているが、拒絶されている。
独仏休戦協定が成立した6月22日に、ヴィシー政権はカトルーを解任した。カトルーの独断行動が直接の原因だったが、自由フランスに近いことも忌避の要因だった。後任の総督はフランス極東海軍司令官のジャン・デクー提督だった。しかしカトルーの行った日本との交渉は撤回されず、日本の松岡洋右外務大臣とアルセーヌ＝アンリ大使との間で日本とフランスの協力について協議が開始された。8月末には交渉が妥結し、松岡・アンリ協定が締結された。この中では極東における日本とフランスの利益を相互に尊重すること、フランス領インドシナへの日本軍の進駐を認め、さらにこれにフランス側が可能な限りの援助を行うこと、日本と仏印との経済関係強化が合意された。
大本営からは仏印監視団長西原に折衝や調整が一任されていた。進駐は平和裏に行われることが前提であり、参謀本部第1部長富永恭次少将も、参謀本部の命令で交渉の成り行きを確認するため現地入りし、8月30日にデク―総督と会談したが、デクーは「フランス政府が協定に署名したという報告は聞いてない」として交渉開始を拒否した。その後も日本軍の進駐引き延ばしを目論むデクーは「本国から訓令がきていない」などと理由をつけて交渉開始を遅らせた。フランス側の誠意のない態度に業を煮やした富永は、与えられていた現地第22軍の指揮権を発動して、武力進駐の準備を行わせた。これは、フランス側に脅しをかけるためで、西原や参謀本部次長の沢田も了承しており、陸軍大臣であった東條も許可した。9月3日、富永はデクーに対して「佛印がこうも不思議な態度に出る以上、最早交渉の余地はない」と最後通告を突きつけると、フランス側が折れて、同日夕刻に現地協定案を示してきた。フランス側の案は日本軍の行動領域や使用できる飛行場などで、日本軍側の希望とは異なっていたが、富永と西原は一旦このフランス案を受け入れることとし、9月4日に現地司令官アンリ・マルタン将軍と西原の間で西原・マルタン協定が調印された。
あとは進駐の細目の協議が残されていたが、一旦は交渉妥結したものの、デクーとマルタンは未だに日本軍進駐の引き延ばしを画策していた。9月6日に森本宅二中佐率いる森本大隊が部隊の位置を見失って不意に越境する事件が発生すると、この事件は故意のものでなく、また武力衝突に至らなかったにも関わらず、フランス側はこの事件を進駐の引き延ばしに最大限利用しようと考えて、現地司令官アンリ・マルタン将軍が西原に「本国政府の回答あるまで現地交渉を中止したい」と通告してきた。慌てた富永はデク―と会見し、「協定を知らない一部隊の行動をもってそのような措置をとられるとすれば、本国政府の回訓によって交渉継続を申し出られてもそれに応ずるわけにはいかない」と通告すると、フランス側への不信感をあらわにして東京に帰った。
その間、フランスはアメリカ本国やイギリス領事館に使節団を送って武器供与を要請したり、日本の輸送船武陽丸にフランス軍の砲艦が砲撃したりと挑発行為のようなこともあったので、現地入りした富永から詳細な報告を受けた陸軍の態度は硬化し、平和進駐の方針が次第に武力進駐へと傾いていく。9月14日に進駐の方針として「佛印印度支那進駐二伴フ陸海軍中央協定」の大命が下ったが、この中央協定は平和進駐を原則としつつも、陸軍、特に富永ら参謀本部の意思が強く反映されて、フランス軍が抵抗すれば政府の指示を待つことなく武力進駐に切り替えてよいと決められており、平和進駐か武力進駐かは軍の裁量に委ねられているも同然となった。
富永はこの大命をもって現地部隊の作戦指導と交渉の経緯を確認のため再度現地入りした。一旦はフランス側の態度で姿勢を硬化させていた西原であったが、引き続き平和進駐実現に向けて司令官マルタンと交渉を続けていた。陸軍側の指揮しかできない富永の権限は、本来であれば陸海軍代表の西原には及ばないはずであったが、富永は、西原に参謀総長の職印を押印した辞令を提示し｢今次交渉期間は富永の命に従って行動し海軍には絶対に内密のこと｣と命じた。しかし、この辞令が正当な手続きによって発行されたかは不明であった。富永は現地を統括する南支那方面軍に赴くと、同軍参謀副長であった同じ東條英機一派の佐藤賢了少将と謀議し、軍司令官の安藤利吉中将や第5師団師団長中村明人中将を集めて仏印進駐の方針について申し渡しをしているが、その中では松岡・アンリ協定で定められた9月22日午前0時の交渉期限を独断で半日縮めて、9月21日の午後12時までに交渉が妥結しなかった場合や日本側の提示条件に修正を加えてきたなら、これを拒絶と見なすとし、わざわざ第5師団長の中村を起立させて、出撃準備を行うように指示した。富永は東京を発つ際に昭和天皇から｢交渉が期限前に妥結した場合はくれぐれも平和進駐をするよう｣との指示があっていたが、この申し渡しの席で富永は、居並ぶ南支那方面軍の高官らに｢いかなる場合も平和進駐はあり得ない｣と話していたという。
9月17日、富永は西原とフランス軍司令部を訪問しマルタンと面談、仏印に進駐する兵力を、前回の西原・マルタン協定で決められた5,000人規模から1個師団の25,000人に増やし、進駐する飛行場も3カ所から5カ所に増やすとする富永の越権行為による独断での提示を行った。マルタンは富永の条件提示に難色を示し、その場では結論を出せずに一旦持ち帰り、回答は翌18日となった。その内容は飛行場の進駐5カ所など一部は受諾したものの、25,000人の進駐は断固拒否など、富永の条件とは大きな相違があったが、西原は富永に判断を仰ぐこと無く、陸軍中央に協定内容を打診、参謀本部はマルタンの回答を承諾し、9月22日に西原・マルタン協定が再締結されたが、富永の計画によって兵力増強され仏印進駐の準備をしていた第5師団の進撃開始6時間前の協定締結であった。
富永は自分が提示した条件通りの協定締結とならなかったことに憤慨し、西原と参謀本部を非難するような電文を打電しているが、そのまま現地をあとにしたので、進撃直前の第5師団に対して進撃中止の指示を行うことはなかった。一方で、現地軍である南支那方面軍も、富永からの申し渡しによって、既に準備が進んでいる第5師団の進撃開始を止めようという意志はなく、参謀本部から｢陸路進駐中止｣との電文が入ったが、正式な大本営陸軍部命令（大陸命）ではないとして、積極的な進撃中止の動きをとらず、第5師団師団長中村も西原からの｢協定成立｣の通報を無視し9月23日の未明に進撃を開始した。師団主力はドンダン要塞に進撃したが、フランス軍も日本軍が越境してきたら徹底抗戦するつもりであり、要塞司令官のクールーペー中佐は発砲を命じ、要塞守備隊は激しく抵抗したため、結局は武力進駐となってしまった。第5師団の無断越境の報告を受けた参謀本部次長沢田は深夜3時に慌てて進撃停止の大陸命を出したが、既に激戦が開始されており、現地軍の局地的交戦の自由は付与せざるを得ず、第5師団はこの“局地”を拡大解釈しさらに進撃を行った。9月23日の11時には要塞司令官のクールーペーと士官のジロー少佐以下多数が戦死し、残った兵士は投降してドンダン要塞は日本軍に攻略された。第5師団の順調な進撃を聞いた南支那方面軍は、第5師団を止めるどころか｢中村兵団の行動に深甚なる敬意を表す｣などと称賛する電文を打電し、｢方面軍としては1度交戦した以上は、背進となるような命令は絶対に避け、フランス軍に一撃を加えねばならないと思っていた｣と停戦命令を出すことをしなかった。この後、第5師団はメヌラ少将率いる要衝ランソンも占領した。ドクー総督は「日本軍と戦ってはならぬ。それではインドシナを根こそぎ取られてしまう」と指令して9月25日に停戦させた。その後ハノイなど重要拠点に進駐した日本軍は、紅河以北にある仏印国内の飛行場や港湾の利用権を獲得し、援蔣ルートや中国への攻撃に利用した。
富永自身がこの武力進駐を直接指揮したわけではないが、西原とマルタンが協定を結んで平穏に進めることもできた進駐に不満を抱き、武力進駐を煽るような行動をとったため、南支那方面軍や第5師団の独断越境をまねくこととなってしまった。こののち、海路からも武力進駐を進めたい現地の陸軍と、事件不拡大方針の海軍の意見が相違して対立することとなった。富永は9月25日には東京に帰り、報告のために参謀次長室を訪れたが、そこには次長の沢田と神田正種総務部長が待ち構えており、沢田が｢第一部長を辞めてもらう。君の仕事は僕がやる｣と富永の更迭を言い渡した。この処分に富永は参謀飾緒を引きちぎって怒りを露わにしたという。この富永の更迭には、陸軍大臣東條の意志がはたらいていた。軍紀には厳格な東條は、中央の指示を無視して武力進駐としたことを「統帥権越権」と見なして、目をかけている富永や佐藤であっても厳格に処分するように指示している。現地でも富永らに煽られて実際に武力進駐を指揮した軍司令官の安藤や師団長の中村も処分されて予備役となった。富永は一旦東部軍司令部付の閑職に回されたが、のちに安藤ら他の関係者と同様に昇進と復権の機会を与えられている。これは東條の温情であり、このように硬軟使い分ける東條の執務ぶりは陸軍内で傑出した存在と認められ、次の内閣総理大臣推薦にも繋がることとなった。富永らによってせっかく平和裏に進めていた仏印進駐を武力進駐にされてしまった西原は、陸海軍次官阿南と次長沢田宛てに『統帥乱レテ信ヲ中外ニ失ウ』の電文を発している。

### 参加兵力
- 日本陸軍
  - 第5師団
  - 印度支那派遣軍
- 日本海軍
  - 第二艦隊

## タイ・フランス領インドシナ紛争
1940年（昭和15年）11月25日からはタイ王国とフランス領インドシナ間の国境紛争が勃発した（タイ・フランス領インドシナ紛争）。陸上での戦いではタイが優勢だったものの、海上での戦いでフランス側が勝利した。日本は介入を試み、仏印周辺の日本軍によって「対仏印威力顕示作戦」が実施された。
タイとフランスは第三国に仲介を求めていたが、アメリカやドイツはこれに乗り気ではなく、結果として日本が仲介役を行うことになった。1941年5月9日に締結された東京条約では、フランス領インドシナからカンボジアとラオスの一部地域をタイに割譲するという合意が成された。これは領土・権益の保全を定めた、先の松岡・アンリ協定に反する内容であったが、フランスはこれを受け入れざるを得なかった。

## 日米関係の悪化と南部仏印進駐の決定
1940年（昭和15年）9月23日、アメリカ合衆国のハル国務長官は日本軍の仏印進駐について、現状維持を威圧で破壊したものであり、アメリカ政府は承認しないとの声明を発表。その直後の9月27日、日本はイギリスと戦争状態にあったドイツおよびイタリア王国との間で日独伊三国条約を締結したことによって同盟関係を築き（日独伊三国同盟）、アメリカの更なる警戒心を招くことになった。アメリカは10月12日に三国条約に対する対抗措置を執ると表明、10月16日に屑鉄の対日禁輸を決定した。また援蔣ルートとしてはイギリス領ビルマのビルマ公路などを利用することで、蔣介石への援助を続けた。この経済制裁政策はフランス領インドシナにも及び、フランス領インドシナ政府が求めていた武器支援をもアメリカ側は拒絶した。翌1941年（昭和16年）に入ると、銅などさらに制限品目を増やした。
主要な資源供給先であるアメリカやイギリスの輸出規制により、日本は資源の供給先を求めることになった。対象としてあげられたのはオランダ領東インドであったが、連合国であるオランダ政府が日本への輸出規制に参加する可能性も懸念されていた。日本はオランダ領東インド政府に圧力をかけて資源の提供を求めたが（日蘭会商）、この行動はかえってオランダを英米に接近させることとなった。
日本は、蘭印と石油200万トンの供給量で合意した。この量は、当初の希望量の2倍であった。しかし、ゴム資源供給量の減量やマンガン鉱の日本によるドイツ転売の恐れもからんで紛糾した。1941年6月17日、日蘭会商の芳澤団長は蘭側へ交渉の打ち切りを通告した。
陸海軍首脳からは資源獲得のために南部仏印への進駐が主張されるようになった。経済的側面以外では、南部仏印はタイ、イギリス領植民地、そしてオランダ領東インドに軍事的圧力をかけられる要地であり、またさらなる援蔣ルートの遮断も行えると考えられた。当時陸海軍は南部仏印進駐が米英の反発を招かないという見通しを立てていた（詳細: #反発の予測）。
1941年2月頃から南部仏印に関する検討が行われており、4月17日までに『対南方施策要綱』（以下 "施策要綱"）陸海軍案として同意された。施策要綱では南部仏印との軍事的結合関係を外交手段によって確立することが謳われている。この時点では進駐という方針は示されていない。
一方で進駐を検討する部局もあった。5月1日には佐藤陸軍軍務課長が石井中佐に対し南部仏印兵力駐屯に関する「南部仏印陸軍配置ノ件」の立案を命じている。5月10日には佐藤軍務課長と土居参謀本部作戦課長が南部仏印進駐案を主張し、戦争指導班はこれに不同意を示している。
松岡外相が過激なシンガポール攻略を提案し杉山参謀総長がそれを制止しない政情を受け、陸軍省部事務当局では南進制限を意図する施策要綱の廟議決定を目指す動きがおきた。5月27日参謀本部において戦争指導班・田中作戦部長・塚田次長が施策要綱の決定を急ぐことで同意した。これが進行し6月2日には大本営政府連絡懇談会への上提目処が立てられた。この上提の際、軍事協定締結に関する『仏印泰ニ軍事基地設定ニ関スル件』を提議することが内部決定した。翌3日、石川海軍軍務課長が施策要綱の取り下げを求めるが、参謀本部はこれに同意しなかった。翌4日に塚田参謀本部次長が近藤軍令部次長と直接会談を持ち見解を確認し、軍令部は同意との回答を得た。軍令部は施策要綱を重視していなかったという指摘もある。その後陸海軍軍務局長が会同し、施策要綱および基地設定の件を連絡懇談会へ上提することが合意された。
翌5日、独ソ開戦の情報が飛び込む。これを受け帝国国策大綱を至急審議する必要が発生し、参謀本部では作戦課・第二部・戦争指導班が大綱案を示し戦争指導班の案を基礎として成案した。翌6日、修文した国策大綱案をもって主任者会議を開くが、北方対ソ・支那・南方対米の綱引きにより議論が紛糾し結論が得られなかった。翌7日に若干の修文を経た国策大綱案を基に部長会議が開かれ、概ね採用された。
独ソ開戦情報を引き金とした国策大綱で南方武力行使が台頭する中、6月6日に軍務課長・軍事課長・第二課長・第八課長・戦争指導班長での施策要綱に関する会談がおこなわれ、南方武力進出を強く求められた。戦争指導班長に同意しなかった。
6月9日に陸軍省から軍務局案として施策要綱と国策大綱を一体化した案が提案された。その中には好機に投ずる武力行使の考えが含まれ、施策要綱が骨抜きとなっていた。これは施策要綱の決定過程をちゃぶ台返しするものであり、戦争指導班はこの議論をすべきでないとした。これに関して夜に田中作戦部長は軍務局長と会見し、施策要綱と国策大綱の一本化に反対との立場を示した。
同日午前10時に参謀総長統裁のもと国策大綱に関する部長会議が開催され、田中作戦部長からも好機武力行使が主張された。参謀総長は結論を示さなかった。その後、戦争指導班長と田中作戦部長で国策大綱の修文に関する審議がおこなわれ、田中作戦部長が好機武力行使を強調し腕力に訴えた結果、戦争指導班長が折れて国策大綱に武力行使が盛り込まれる方針となった。
6月10日午後に陸海軍部局長会談（田中陸作戦部長・福留海作戦部長・武藤陸軍務局長・岡海軍務局長）がおこなわれた。ここで日蘭会商の決裂が報告され、その後、仏印に関して軍事協定締結に加えて南部仏印進駐（駐兵権獲得）すべきとの意見が台頭した。そしてこの意見は陸海軍で概ね意見が一致した。すなわち、これをもって統帥部実務者級において南部仏印進駐が同意された。
基地設定の件に進駐を追加した上で施策要綱と統合したこの実務者案は『南方政策促進ニ関スル件』となった。南方武力行使派にとっては兵力を伴った要衝地確保への一歩であり、陸軍南守派・海軍対米非戦派にとっては自存自衛制約による南進制限への一歩であった。歴史から振り返ると、後者にとっての致命的誤算は進駐に英米蘭反発せずと予測した点であった（#反発の予測）。前者が真に対米開戦を決心していたかは資料が存在せず不明である。
6月11日の昼にかけて実務者案は陸海軍首脳部の同意を得た。すなわち、これをもって統帥部において南部仏印進駐が同意された。
6月11日の第29回連絡懇談会において統帥部から南部仏印進駐が提案された。松岡外相は当初、南部仏印進駐を前提として交渉するのは得策ではないとしたが、やがて強硬論に同調するようになり、6月25日の第32回連絡懇談会において『南方政策促進ニ関スル件』が決定、即日裁可され、これをもって日本の南部仏印進駐が決定された。
ところが6月22日に勃発した独ソ戦の緒戦の状況が伝えられると、松岡外相はソビエト連邦への攻撃を主張するようになり、南部仏印進駐の延期を主張して陸海軍首脳と対立するようになった。松岡外相は、大本営陸軍部の『機密戦争日誌』にも「節操ナキ発言言語道断ナリ」「国策ノ決定実行ニ大ナル支障ヲ与フルコト少カラズ」とあるように激しく批判され、結局、6月30日に原案通り南部仏印進駐を行うことが決定された。
1941年7月2日の御前会議において仏印南部への進駐は正式に裁可された。（『情勢ノ推移ニ伴フ帝国国策要綱』）。

### 反発の予測
南部仏印進駐が米英蘭の反発を生むことは当初から明らかであった。問題は反発がどのレベルの行動を生むかであった。
統帥部は泰進駐であれば大きな反発ありうるとの予測であった（奉答/6月25日、南部仏印は問題無しとの予測であった可能性が高い）。杉山参謀総長は大きな支障無しとの予測であった（奉答/7月7日）。
近衛首相は大した反発無しとの予測であり、陸海軍も同様の予測だったとしている（事後書簡/8月3日）。

#### 武力反発の予測
大本営政府連絡懇談会においては、米英武力反発が大いに議論された。統帥部は米英武力反発無しとの予測だった。松岡外相は対英米戦争の惹起を警告していた。これが本心の言か政略の言かは諸説ある。
陸軍省部においては、田中第一部長は米英武力反発無しとの予測だった（日誌/6月11日）。
海軍省部においては、前田軍令部第三部長が泰・仏印へ出張し軍備等を調査した。この情勢判断として英の武力反発無しとの予測だった（戦後陳述/昭和37年）。これは近衛首相へも報告されている（6月5日）。

#### 石油禁輸の予測
大本営政府連絡懇談会においては、石油禁輸に関する特段の議論はなされなかった。
陸軍省部においては、大部分が禁輸無しとの予測、あるいは単に予測不十分であった。岡村少佐は禁輸を予期していなかった（戦後伝聞陳述/昭和37年）。戦争指導班は禁輸無しとの予測であった可能性が高い（事後日誌/7月25日）。西浦軍事課高級課員は禁輸予測を重視していなかった（戦後陳述/昭和42年・昭和37年）。
海軍省部においては、大部分が禁輸無しとの予測であった。岡軍務局長は禁輸無し・あっても交渉により打開可能との予測であった（戦後陳述/昭和35年）。高田軍務局第一課長は禁輸無しとの予測であった（戦後陳述/昭和36年）。大野少将は平和進駐に関し全面禁輸無しとの予測であった（戦後陳述/昭和35年）。一方、上記前田軍令部第三部長調査では禁輸ありうるとの予測であった（戦後陳述/昭和37年、6月5日近衛報告）。石川軍務局第二課長も全面禁輸有りとの予測だった（戦後陳述/昭和35年）。

## 南部仏印進駐
日本が南部仏印進駐を決心した情報は諸外国へ漏洩しており、決心を撤回させようとする仏・英・米との外交戦が繰り広げられた。最終的に日本の軍事的な進駐が実行された。

### 外交戦
7月5日（裁可の3日後）には駐日イギリス大使ロバート・クレイギーが日本の南進について外務省に懸念を申し入れている。日本側は情報漏洩に驚き、進駐準備の延期を行ったが、イギリス側も日本を刺激することを怖れ、これ以上の警告を行わなかった。7月14日には加藤外松駐仏日本大使がヴィシー政府副首相のフランソワ・ダルランと会談し、南部仏印への進駐許可を求めた。ヴィシー政府はドイツの意向を探ろうとしたが、おりしも駐仏ドイツ大使オットー・アベッツは旅行に出かけており、不在であった。フランス政府はドイツ側と協議することなく、7月19日の閣議で日本側の要求を受け入れることを決定した。
フランス領インドシナ軍が日本軍に対して劣勢であることは明かであり、決定的な敗戦を迎えれば植民地喪失の危険性があった。また松岡外相は、同様にヴィシー政府の植民地であったフランス委任統治領シリア・フランス委任統治領レバノンが連合国の攻撃によって占領された事態を匂わせてフランス側を説得しようとした。また日本に対して強い影響力を持つドイツや、アメリカなどの中立国がこの事態に介入してくれる可能性も皆無であり、植民地の継続には日本軍にすがるほか無かった。こうしたことがフランス側の極めて早い受諾回答の背景にあった。
一方でイギリスとアメリカはこの間に協議を進めた。7月21日までの段階で、イギリス外相ハリファックス伯とディーン・アチソン国務次官は、日本が南部仏印進駐を行った場合には、共同して対日経済制裁を行うことで合意した。サムナー・ウェルズ国務長官代理が若杉要(かなめ)駐米公使に進駐中止を求めている。
7月23日、豊田貞次郎外相は野村吉三郎駐米大使に南部仏印進駐についてアメリカ政府に伝達するとともに、この進駐は「平和進駐」であり、日米交渉を継続するように訓令した。野村大使はこの日本の南進が「国交断絶一歩手前迄進ムノ惧レ」を招くことになり、駐日大使に南部仏印進駐の真意を説明するよう報告した。7月24日には野村とサムナー・ウェルズ国務次官の会談が行われた。野村は南部仏印進駐がやむを得ない措置であるとしたが、ウェルズは世論からの突き上げもあり、日本の征服政策の実証と認めるほかはないとし、対日石油禁輸に踏み切る可能性があると警告した。7月25日にはフランクリン・ルーズベルト大統領と野村大使の会談が行われ、ルーズベルト大統領は仏領インドシナをイギリス・オランダ・中国・日本・アメリカによって中立化させる案を提案した。ルーズベルトは、自分が平和のためと考えて石油禁輸をせずに頑張ってきたがとして、石油禁輸を示唆した。この後に野村が行った報告によると、アメリカの閣僚は南部仏印進駐をヨーロッパにおけるドイツの作戦と呼応していると考えており、この疑問が氷解するまでは日米間の交渉は「続行無意義ナリ」であると判断していた。野村は自分がいかに述べても『手ノ施シ様ナキニ至リタル』であるとして、対日石油禁輸と日本資産凍結も不可避であると報告している。豊田外相は25日および27日にジョセフ・グルー駐日アメリカ大使と極秘に会談し、南部仏印進駐は他国に対する軍事的基地として用いるためではないと釈明した。
参謀本部戦争指導班は25日のルーズベルト談を受けても「禁輸ナシト確信ス」との予測であった。26日の資金凍結を受けても「全面禁輸トハ見ズ」との予測は変わらず、海軍の小野田中佐も同様の予測であった。一方でこれら反応を受け第一部には全面禁輸必至と予測する者もいた。
結果として、日本政府は南部仏印進駐の方針を変えずに外交交渉で勝ち取った平和進駐を選択した。

### 軍事戦
日本軍は7月28日に仏印南部への進駐を開始した。進駐は平和裏に完了した。

## 南部仏印進駐の日米関係への影響
野村大使が南部仏印進駐後アメリカ側の反応が明らかに悪化したと観測しているように、南部仏印進駐後のアメリカの態度は極めて強硬なものとなった。8月1日、アメリカは「全侵略国に対する」石油禁輸を発表したが、その対象に日本も含まれていた。また、蘭印もこれに合わせて石油協定を破棄した。イギリスも追随して経済制裁を発動した。
日本の政府・統帥部は大した反発無しと予測しており（#反発の予測）、この制裁は大きな衝撃をもたらした。参謀本部戦争指導班は「全面禁輸トハ見ズ」とした7月26日日誌の欄外に「本件第二十班ノ判断ハ誤算ナリ参謀本部亦然リ陸軍省モ亦然リシナリ」と記述した。当時の石油備蓄は一年半分しか存在せず、海軍内では石油欠乏状態の中でアメリカから戦争を仕掛けられることを怖れる意見が高まり、海軍首脳は早期開戦論を主張するようになった。
8月2日には野村大使がアメリカの某閣僚と会談したが、その際にコーデル・ハル国務長官がひどく失望していると伝えられた。アメリカ側は以前のフランス領インドシナ中立化案についての回答を求めたが、日本は南部仏印進駐が平和的自衛的措置であるとして、支那事変終了後に撤退するという回答を行った。ハル国務長官はこの回答が申し入れに対する回答になっていないと拒絶し、日本が武力行使をやめることによって初めて日米交渉が継続できると伝えた。
その後も日本とアメリカの交渉は平行線をたどり、10月2日にはハル国務長官が「ハル四原則」の確認と、中国大陸およびフランス領インドシナからの撤退を求める覚書を手交した。日本側はハル四原則に「主義上」は同意するが、「実際ノ運用」については留保すること、中国大陸からは日中の和平が成立した後に撤退すること、フランス領インドシナからの撤退については、日中の共同防衛が実現した後に行うと回答した。日本側は日米の諒解案の一つ「乙案」をアメリカ側に提案することになったが、東郷茂徳外相は乙案の中に南部仏印駐屯の日本軍を北部に移駐させる案を挿入するよう訓令した。しかしこの提案はアメリカおよびイギリス、オランダ、オーストラリアにとっては不満のある内容であり、11月26日にはいわゆるハル・ノートがアメリカ側から手交された。
11月28日には野村大使、来栖三郎特命大使とルーズベルト大統領の会談が行われたが、この席でハル・ノートが日本政府をいたく失望させたという日本側に対し、ルーズベルト大統領は「日米会談開始以来、まず日本の南部仏領インドシナ進駐により冷水を浴びせられた」とし、またハル国務長官も『暫定協定』が失敗に終わったのは、「日本が仏領インドシナに増兵することによって他国の兵力を牽制した」ことが原因の一つであると日本側の対応を非難した。12月2日にはハル国務長官が北部仏印に対する日本軍の増派が行われていると非難し、日本側の対応を改善するよう求めた。日本側はこの増派は協定による合意内であると反論したが、日本政府はこの頃すでに対米戦を決定していた。12月8日に日本はイギリスとアメリカに宣戦布告し、ここに太平洋戦争が勃発することとなる。

## 戦時下のフランス領インドシナ
フランス領インドシナは本国から遠く、軍備も極めて弱体であった。しかも本国がドイツに敗れたため、独力で植民地を維持することは困難であった。そのため多くの植民地がヴィシー政府から自由フランス支持に転向していった。ヴィシー政府および植民地政府は植民地を維持するため、日本と協力する道を選んだ。
また日本側も植民地政府を温存する方針をとり、1941年11月6日の大陸指991号、11月15日の「対英米蘭蔣戦争終末促進に関する腹案」による大本営政府連絡会議の決定でも確認されている。この方針は「大東亜戦争(太平洋戦争)｣の目的であるとされた植民地支配からの「大東亜解放」とは矛盾した方針であったが、陸軍は「人種戦争の回避」という方針のためであるとして対応した。
この協力関係はフランス領インドシナ政府側にとって不利ばかりではなく、経済面では有利に運ぶこともあった。独立運動家にとっては日本軍の登場は新たな支配者の出現であり、現代のベトナムでは「一つの首に二つの首枷（ベトナム語："một cổ hai tròng"）」と評されている。

### 軍事協力
太平洋戦争開始後も、従前のヴィシー政権による植民地統治が日本によって認められ、軍事面では日仏の共同警備の体制が続いた。情報交換や掃海作業などでは両軍で協力が行われている。
もっとも、仏軍が日本に対して攻撃しないように念のための処置として、フランス駐留軍の軍備は制限され、主要海軍艦艇の武装解除などが行われている。日本軍はフランス側の許可を得てサイゴン（現在のホーチミン市）の放送局を利用し、ジャワやインドに対する謀略放送を行った。
またフランス領インドシナ政府は日本軍の駐留経費の支払いも行っている。北部進駐の翌月、1940年10月から支払が開始され、仏印処理までの4年半の間に7億2370万8000ピアストルが支払われている。これは当時のフランス領インドシナ政府の経常支出とほぼ同額である。この潤沢な資金により、日本軍はインドシナにおいて軍票を発行する必要がなかった。

### 経済協力
フランス領インドシナの経済はモノカルチャー経済であり、輸出入の半分以上を本国に依存していた。しかし大戦の勃発により本国との連絡が途絶し、イギリスが付近の植民地にフランス領インドシナとの貿易を禁止するとたちまち経済は危機に陥った。そこに現れた日本が、フランス領インドシナにとって最も重要な貿易相手となった。
大戦中、日本は輸入額の半分、多い時は6割をフランス領インドシナとの貿易でまかなった。このためフランス領インドシナの対日貿易は圧倒的な黒字であった。しかしアメリカ側の通商攻撃が激化すると、インドシナからの物資を日本に運搬することは極めて困難になった。

## 仏印処理
1942年、連合軍がアルジェリアに上陸したことによって（トーチ作戦）、ヴィシー政府の存続が危ぶまれる情勢となった。日本側はフランス領インドシナ政府を本国と切り離すことで支配を維持しようと考え、ドクー総督に植民地政府内の親英米派の追放と、さらなる対日協力を迫った。枢軸国の頽勢が明確になり始めた1943年には、武力によって植民地政府を「処理」すべきであるという案が陸軍の現地部隊や外務省から挙げられ始めた。しかし戦線の拡大を抑えたいという政府中央の意志により、フランス領インドシナ政府は維持され続けた。
1944年にヨーロッパ大陸に連合国軍が再上陸を果たし、その後シャルル・ド・ゴール率いる自由フランスと連合国軍がフランスの大半を奪還したことで、同年8月25日にはヴィシー政権が事実上消滅した。フランス領インドシナ政府はすでに本国に政府が存在しないという見解をとり、新たな正統政府に対応を一任する考えを明らかにした。これをうけて9月14日の最高戦争指導会議では、フランス領インドシナ政府が日本に対して離反・反抗する場合には、武力処理を行うことを定めた「情勢の変化に応ずる対仏印措置に関する件」が決定されたが、これは原則的には現状を維持するものであった。
しかしその後フィリピンの失陥などにより、インドシナは「前線」となり、その戦略的意味はいよいよ重大となっていった。12月30日には1945年1月中に仏印処理に関する決定を行うという方針が決定されたが、1945年1月11日の最高戦争指導会議で、場合によっては武力処理を行うという方針が決定された。1月17日には時期によっては「現仏印政権を武力で打倒せしめる」決定が行われ、『明号作戦』の準備が開始された。2月1日には最高戦争指導会議で武力処理の方針が再確認されたが、処理後の現地統治については意見が分かれた。陸軍はフランスを決定的に敵に回すことを避けるため、主権については完全否定しない方針をとるべきだと主張したが、外務省は「大東亜解放」の方針を貫徹すれば、民族解放の観点からソ連も反対できないと主張した。決定においては公表される処理の理由を「自存自衛のため」とするという陸軍側の意見が通ったが、現地統治については決定が先送りされた。その後陸軍と外務省の協議の結果、2月22日の最高戦争指導会議において「武力処理をしても、フランスと日本が戦争状態に入ったと考えない」「フランス直轄領であるコーチシナ、ハノイ、ハイフォン、ツーラン」に軍政を施行するが、外部に対しては一時的な管理と説明する」「インドシナ全体の統治にあたっては、総督府首脳に日本人をあて、日本が管理する」「インドシナ三国（安南・ラオス（ルアンパバーン王国）など・カンボジア王国）に対して自発的にフランスとの保護協定を破棄させ、独立させる」という方針が確認された。
3月9日に仏印処理は実行されたが、その動機は米軍上陸が迫ったという判断によるものであった。作戦終了後、安南国（阮朝）のバオ・ダイ（保大帝）を担ぎ出し、ベトナム帝国の独立を宣言させた。しかしベトナム人にとって極めて評判が悪かったバオ・ダイの擁立は、親日的な独立運動家に失望を与えた。同年8月14日に日本が連合国に対して降伏を予告すると、3日後の8月17日にベトナム八月革命が勃発し、日本が降伏文書に調印した9月2日には、阮朝は打倒されてベトナム民主共和国が樹立された。しかしフランスは植民地支配を復活させるべく、インドシナ政府を復活させようとした。1946年には第一次インドシナ戦争が勃発し、長い「インドシナ戦争」の時代を迎えることになる。